# 泌尿器

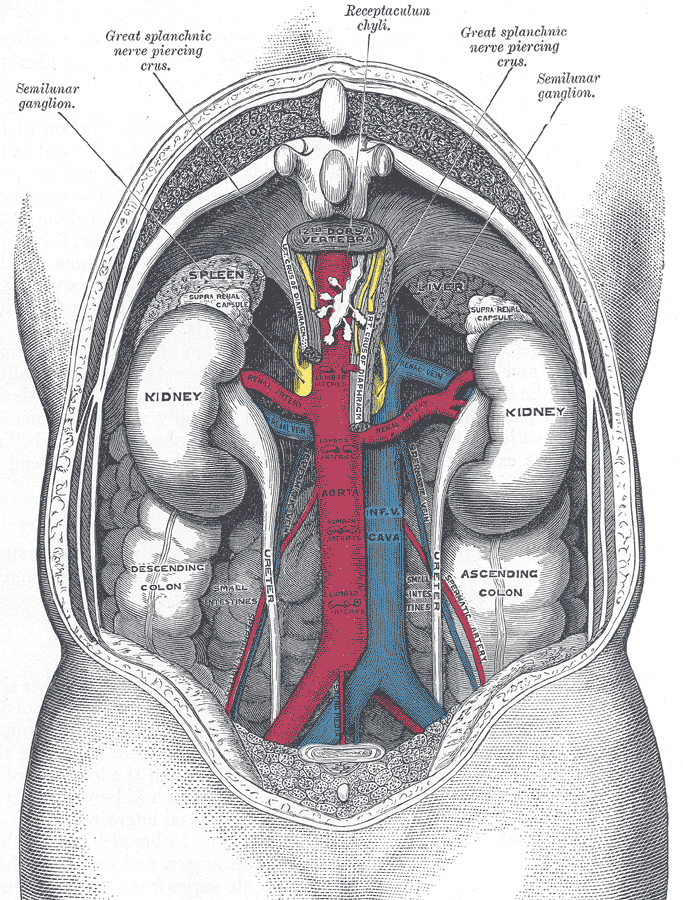
腎臓と尿管 腎臓は1対のソラマメ型をした臓器で、先細りになった尿管が図には描かれていない膀胱に向かって下行する。腹部大動脈、腎動脈（赤）と下大静脈、腎静脈（青）がはっきり描かれている。

泌尿器（ひにょうき、英語: urinary organs）とは、動物の器官（臓器）のうち、体液（血液）中の老廃物などを尿にして体外に排出することに関与するものの総称である。それらが集まって血液中の老廃物などを排出する働きを司る泌尿器系（ひにょうきけい、英語: urinary system）を構成する。
診療科は、泌尿器科と腎臓内科（腎臓の濾過機能を内科的に診療する）とがある。

## 概要
多くの動物、特に陸上動物を含む複雑な体を持つ動物では、体内環境と体外環境とを区別し、体外環境の影響によらず、体内を一定の状態に維持する恒常性を持っている。このため、体内と体外との物質のやり取りは管理・制限されており、栄養分の取り込みや、不要な老廃物の排除は、物質の自由な拡散で行うことができず、専用の物質交換システムが用いられている。この排出システムを排出器官と言う。脊椎動物においてはこれを泌尿器と言う。
泌尿器の役割は、血液から老廃物などの不要な物質を濾過・選別し、高濃度に濃縮するなどして蓄積、適宜体外へ排出することである。この過程で通過する通り道の器官を尿路と呼ぶ。
泌尿器の定義と、診療科の泌尿器科の対象となる器官は異なっている。

## 泌尿器の一覧（哺乳類）
- 腎臓 - 血液から尿をつくる器官、血液を濾過した後、濃縮する。
- 尿管 - 腎臓と膀胱をつなぐ管。
- 膀胱 - 尿を一時的に溜める袋状の器官。
- 尿道 - 膀胱にたまっている尿を体外に排出する管。
  - 陰茎 - オス（男性）で尿道が通る。